# 200 km (obwód nowogrodzki)
200 km (ros. 200 км) – przystanek kolejowy w lasach, w rejonie małowiszerskim, w obwodzie nowogrodzkim, w Rosji. Położony jest na linii Petersburg – Moskwa. Najbliższą miejscowością jest Leskunowo.